# Stronger (album av Sanna Nielsen)
Stronger är ett studioalbum av Sanna Nielsen, utgivet den 16 april 2008. Åtta dagar senare toppade det den svenska albumlistan. Det är hennes första album med enbart sång på engelska, och innehåller både poplåtar och balladlåtar. De flesta låtar är skrivna av Bobby Ljunggren. Sanna Nielsen har själv skrivit låten "This is My Thanks". Albumets andra singel, "Nobody Without You",  är skriven av Henrik Wikström, Kristian Lagerström och Torbjörn Fall.
Låten "I Can Catch the Moon", som gick in på Svensktoppen, var först tänkt som Sanna Nielsens bidrag till den svenska Melodifestivalen, men till slut föll valet på "Empty Room"..

## Låtlista
1. "Strong"
2. "Empty Room"
3. "Nobody Without You"
4. "I Believe It's You"
5. "Heart of Me"
6. "Tomorrow Ends Today"
7. "Impatiently Waiting for You"
8. "Those Were Tte Days and the Nights of Loving You"
9. "Out of Reach"
10. "But I Know What I Want"
11. "Broken in Two"
12. "Magic"
13. "I Can Catch the Moon"
14. "This Is My Thanks / Paradise"

### Listplaceringar
| Lista (2008) | Topplacering |
| ------------ | ------------ |
| Sverige      | 1.           |

### Fotnoter
1. ↑  ”Stronger – Sanna har bytt till engelska”. Poplight. 16 april 2008. Arkiverad från originalet den 25 maj 2012. https://archive.is/20120525193221/http://poplight.zitiz.se/artikel/stronger-sanna-har-bytt-till-engelska. Läst 18 december 2009.
2. ↑  Lionheart International 1 april 2009 - Svensktoppen: Sanna Nielsen gjorde entré[död länk]
3. ↑  Listplacering